# Adam Zreľák
Adam Zreľák (* 5. května 1994, Stará Ľubovňa) je slovenský fotbalový útočník a reprezentant, od 2024 hráč klubu GKS Katovice.

## Klubová kariéra
S fotbalem začal v Ľubotíne, odkud se v páté třídě ZŠ dostal do Lipan. Zde odehrál 3 sezóny za starší žáky. Následoval přestup do MFK Ružomberok, kde se propracoval až do prvního mužstva. V 1. slovenské lize debutoval v březnu 2013 ve svých 18 letech.
V lednu 2015 přestoupil do ŠK Slovan Bratislava. Začátkem září 2016 přestoupil do ČR do klubu FK Jablonec. Měl sice nabídku na novou čtyřletou smlouvu od Slovanu, ale rozhodl se změnit angažmá. Do Jablonce přestoupil, přestože se krátce předtím zranil (únavová zlomenina nohy). V 1. české lize debutoval 4. března 2017 v utkání proti Bohemians 1905 (remíza 0:0). První ligové góly za Jablonec vstřelil 19. 3. 2017 proti FC Vysočina Jihlava (dvěma brankami pomohl k výhře 5:0).
V červenci 2017 přestoupil z Jablonce za 1 milion eur do německého druholigového klubu 1. FC Norimberk, kde podepsal smlouvu na 4 roky.

## Reprezentační kariéra
Zreľák působil v mládežnických reprezentacích Slovenska včetně týmu do 21 let. 14. května 2014 vstřelil za jedenadvacítku 2 góly v přípravném zápase s Českou republikou, Slovensko zvítězilo 3:1. 8. září 2014 vstřelil jediný a tudíž vítězný gól ve veledůležitém utkání – v posledním kvalifikačním zápase 3. skupiny v Nizozemsku proti domácímu týmu, který potřebovalo Slovensko vyhrát. Po výhře 1:0 se mohlo radovat z postupu do baráže o Mistrovství Evropy hráčů do 21 let 2015 v České republice. V prvním utkání baráže 10. října 2014 proti Itálii vstřelil vyrovnávací gól na konečných 1:1. Slovensko však na šampionát nepostoupilo.

V týmu U21 pokračoval i v dalším kvalifikačním cyklu na ME U21 2017 v Polsku. 29. března 2016 vstřelil hattrick v Myjavě proti Turecku, čímž výrazně přispěl k vysoké výhře 5:0. Se slovenskou „jedenadvacítkou“ slavil v říjnu 2016 postup na Mistrovství Evropy 2017 v Polsku. V družstvu zastával roli kapitána.
Trenér Pavel Hapal jej zařadil v červnu 2017 do 23členné nominace na šampionát v Polsku.
19. listopadu 2013 debutoval v A-mužstvu Slovenska pod trenérem Jánem Kozákem v přátelském utkání proti Gibraltaru, které mělo dějiště v portugalském Algarve ve městě Faro a bylo vůbec prvním oficiálním zápasem Gibraltaru po jeho přijetí za 54. člena UEFA v květnu 2013. V zápase se zrodila překvapivá remíza 0:0, za slovenský výběr nastoupili hráči z širšího reprezentačního výběru a také několik dalších debutantů. Adam se dostal na hrací plochu v 66. minutě, kdy vystřídal Erika Jendriška.

### Reprezentační zápasy a góly
Zápasy Adama Zreľáka v A-mužstvu Slovenska
| Rok                | Zápasy | Góly |
| ------------------ | ------ | ---- |
| 2013               | 1      | 0    |
| 2014               | 0      | 0    |
| 2015               | 0      | 0    |
| 2016               | 1      | 1    |
| Celkem             | 2      | 1    |
| Platí k 6. 7. 2017 |        |      |

Góly Adama Zreľáka v A-mužstvu Slovenska
| 010                | 27. 5. 2016 | ASKÖ Stadion, Wels, Rakousko | Gruzie | 03:0 0(70.) | 3:1 | přátelský zápas |
| Platí k 7. 7. 2017 |             |                              |        |             |     |                 |